# إيفان أليكسندر
إيفان أليكسندر أو جون أليكسندر (بالبلغارية: Іван Аляксандр) حَكَمَ باسم إمبراطور (تسار) بلغاريا من 1331 إلى 1371., خلال الإمبراطورية البلغارية الثانية. وتاريخ ولادته غير معروفة، وتوفي في 17 فبراير 1371. وتُعتبر طول فَترة حُكم إيفان أليكسندر فترة انتقالية في تاريخ بلغاريا في العُصور الوسطى.
بدأ إيفان فترة حُكمِه بالتَعامُل مع المَشاكل الداخلية والتهديدات الخارجية من لدول المُجاورة لبلغاريا، مثل الإمبراطورية البيزنطية والإمبراطورية الصربية، وشَهِدت فترة حُكمِه نهضة اقتصادية وثقافية ودينية.
وأصبَح إيفان أليكسندر لاحقاً غير قادر على التعامل مع عمليات التَوغُّل المُتزايدة من الدولة العثمانية، وكذلك من الغزوات المجرية من الشمال الغربي، ودخول الموت الأسود للإمبراطورية. وحاول يائسًا حل تِلك المشاكل بتقسِيم بلغاريا بين إبنَيه. وبالتالي أصبحت على وشك الدخول في الفتح العُثماني.